# Altensturmberg
Altensturmberg ist eine kleine Ortschaft von Wipperfürth im Oberbergischen Kreis im südlichen Nordrhein-Westfalen (Deutschland) innerhalb des Regierungsbezirks Köln.

## Lage und Beschreibung
Altensturmberg liegt im östlichsten Stadtgebiet von Wipperfürth auf einem etwa 360 m hohen Höhenzug zwischen Wipper- und Gaultal. Die kleine Siedlung liegt am Ende einer Sackgasse, die von Küppersherweg kommend in ein Waldgebiet mündet. Altensturmberg besteht durchgängig aus Ein- bis Zweifamilienhäusern sowie mehreren Bauernhöfen.
Altensturmberg gehörte von 1880 bis 1975 zur Gemeinde Klüppelberg und wurde bereits 1625 als „Storrenberg“ in einer Zehntliste der Pfarrkirche St. Nikolaus Wipperfürth erwähnt. In der Beschreibung der Jagdgrenzen zwischen der Bürgerschaft Wipperfürth und dem Freiherren von Nagel wird bereits 1662 der sog. Storrenberger Wiesenteich erwähnt.
Vor 1860 gehörte der Ort immer zur Auswendigen Bürgerschaft Wipperfürth, Poshofer Rotte. Der Ort hatte 1810 27 Einwohner.
In Altensturmberg steht ein denkmalgeschütztes, reich verziertes Wegekreuz mit zwei Begleitsteinen aus dem Jahr 1790, einst direkt an der Dorfstraße, als diese noch auf der Nordseite des Hauses Nr. 2/3 verlief. Heute umläuft die Dorfstraße dieses Haus auf der Südseite in einem Bogen und das Wegekreuz steht dadurch im Garten hinter dem Haus.

## Freizeit und Sport
Altensturmberg wird von einem gut ausgebauten Wanderweg durchquert, der von Wipperfürth über Ohl nach Marienheide führt. Er kann auch von Mountainbikern genutzt werden.
Die vom SGV ausgeschilderten Wege Halbes Mühlrad: Straße der Arbeit, ◇6: Wupperweg und ein mit einem Dreieck markierter Zugangsweg von Wipperfürth nach dem Klüppelberg führen durch den Ort.

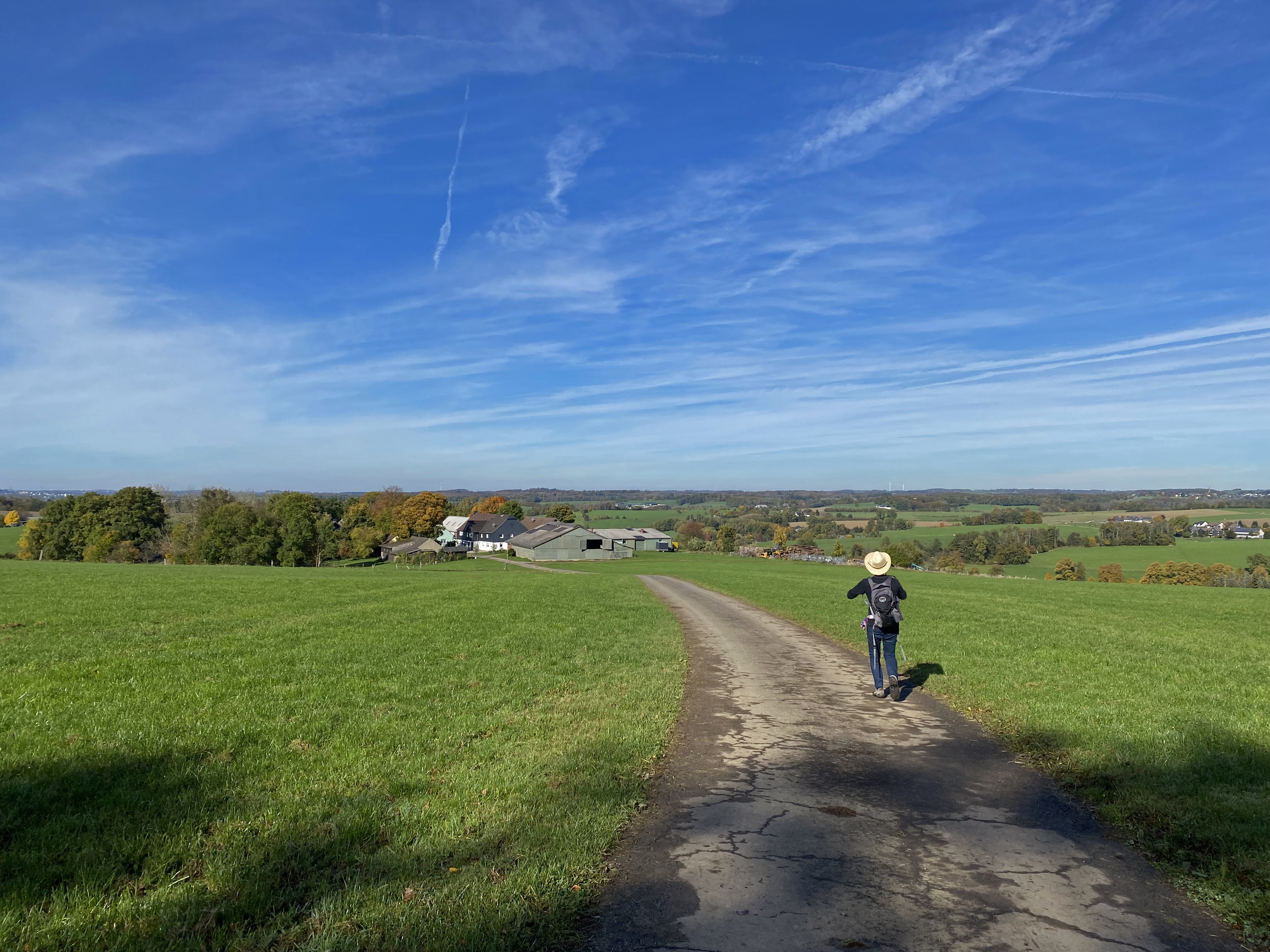
Blick über Altensturmberg auf die Höhen nördl. der Wupper
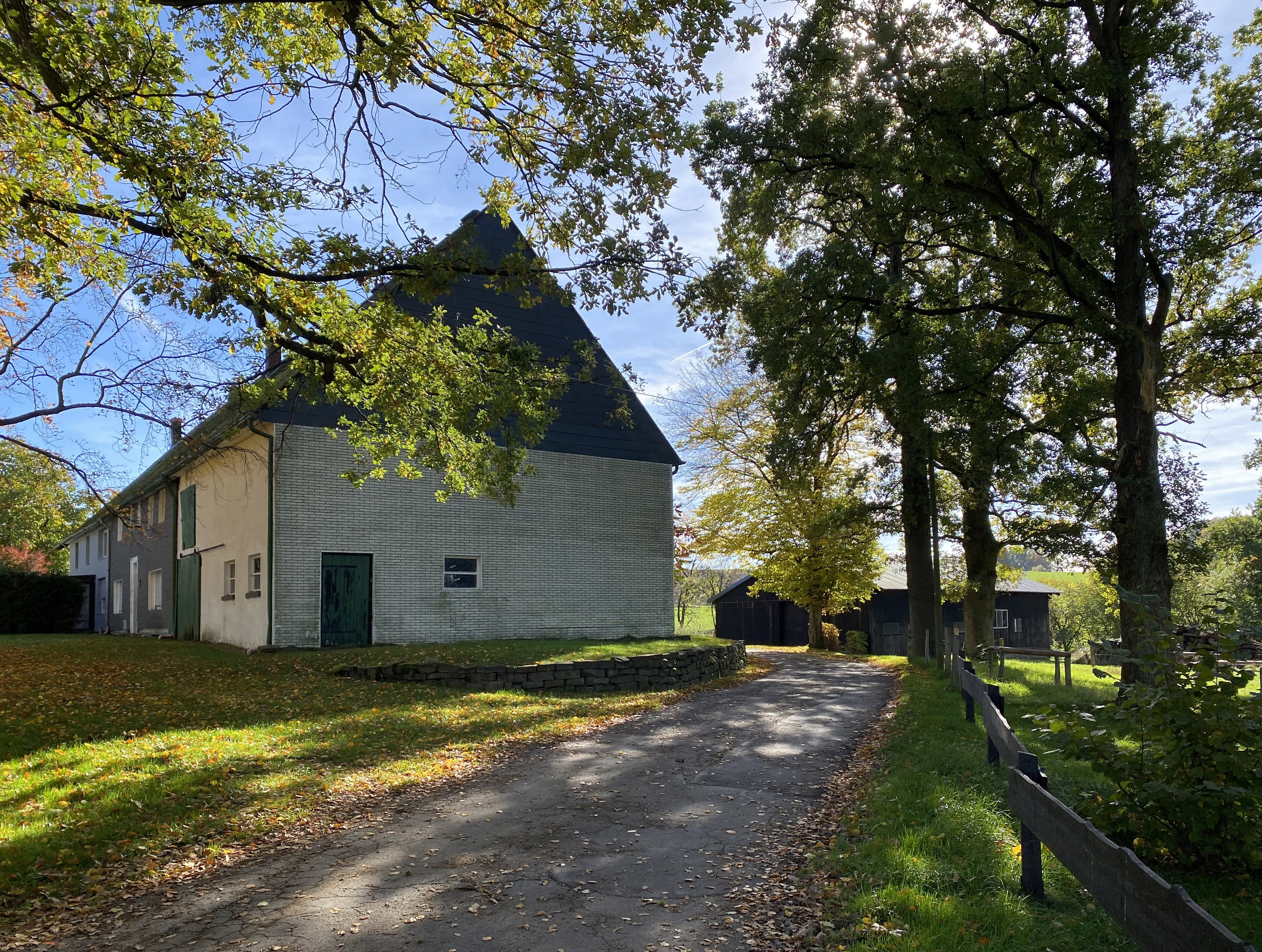
Hof Altensturmberg 2, 3
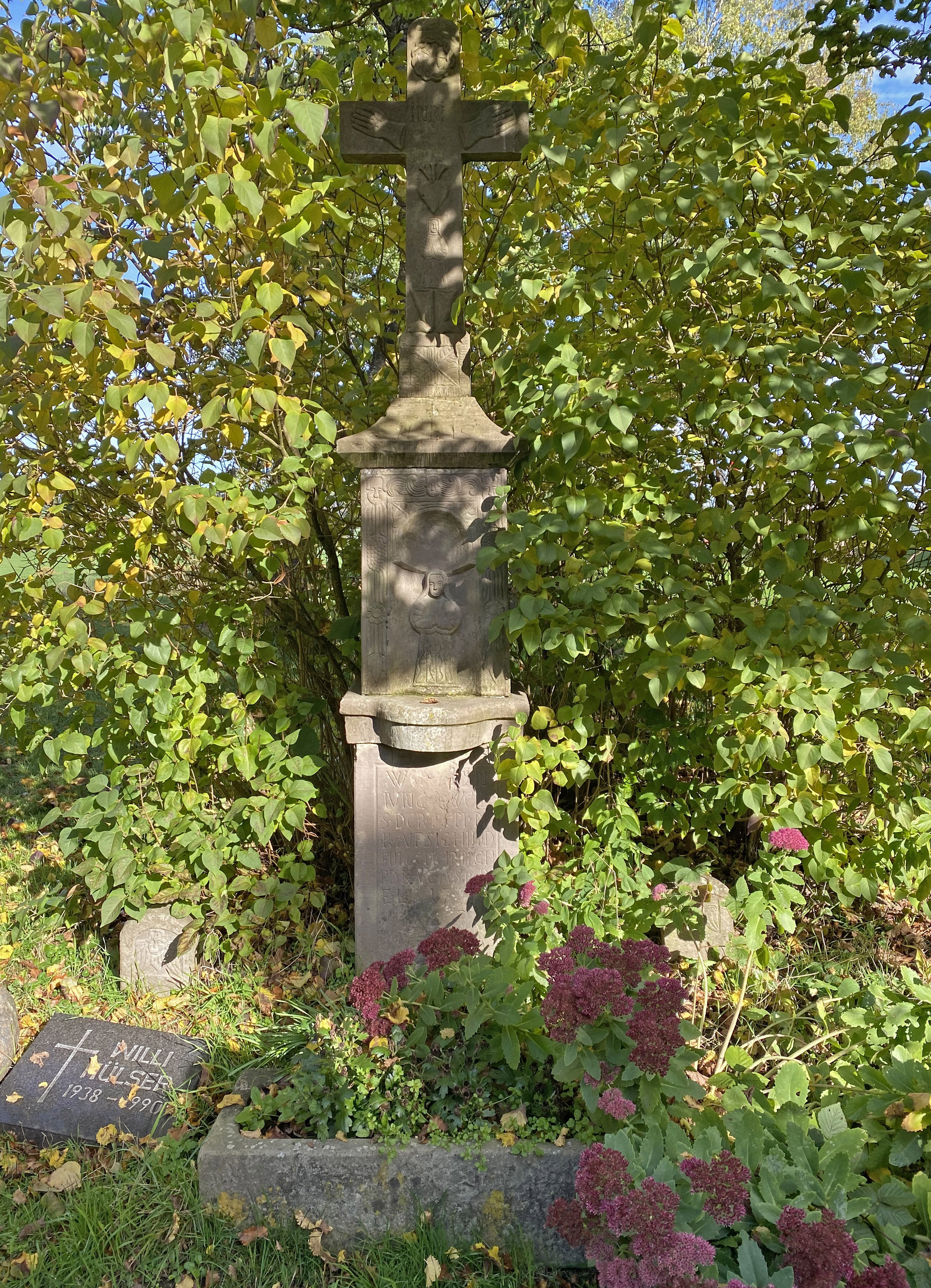
Wegekreuz (1790)
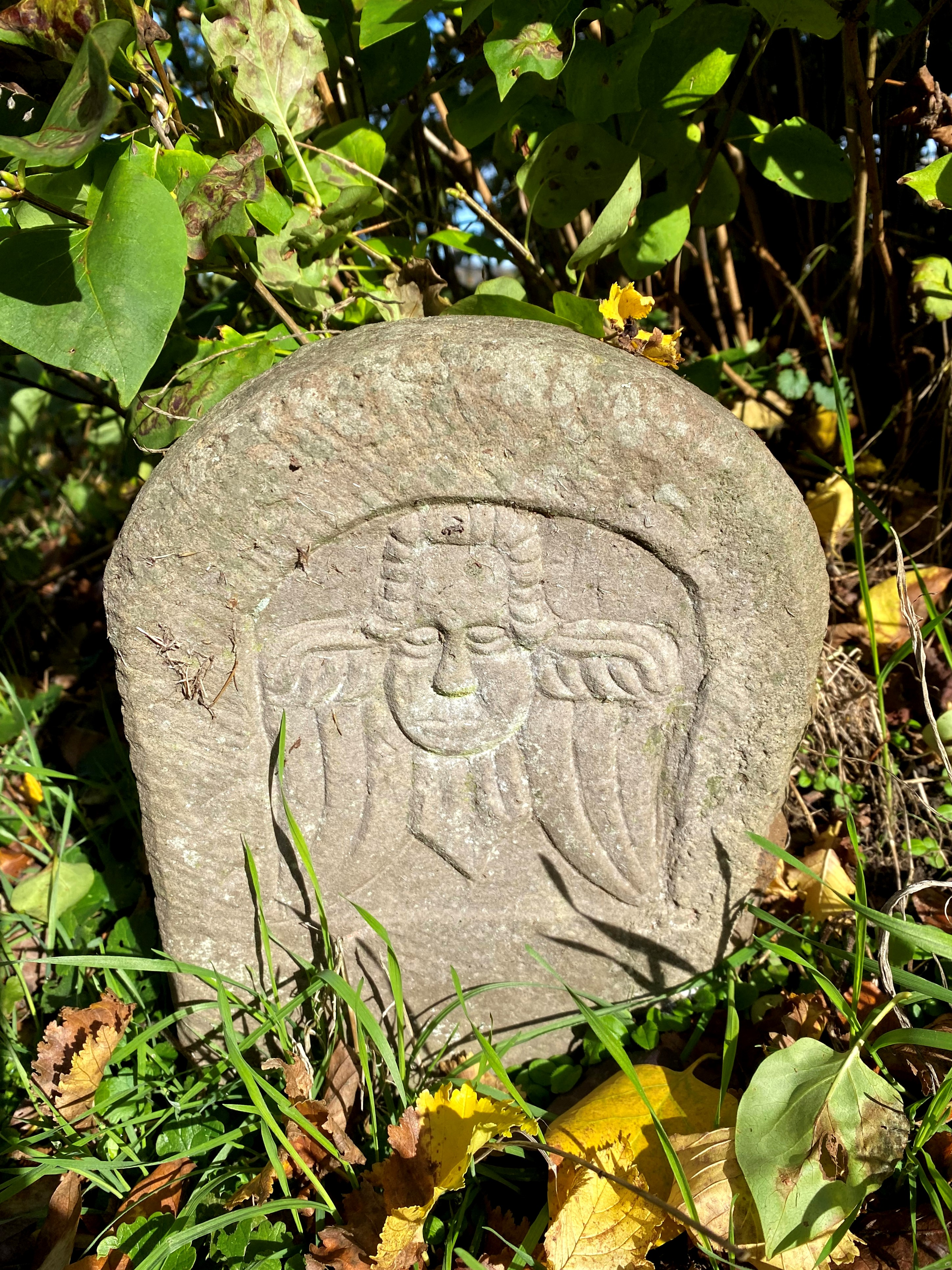
Rechter Begleitstein zum Wegekreuz
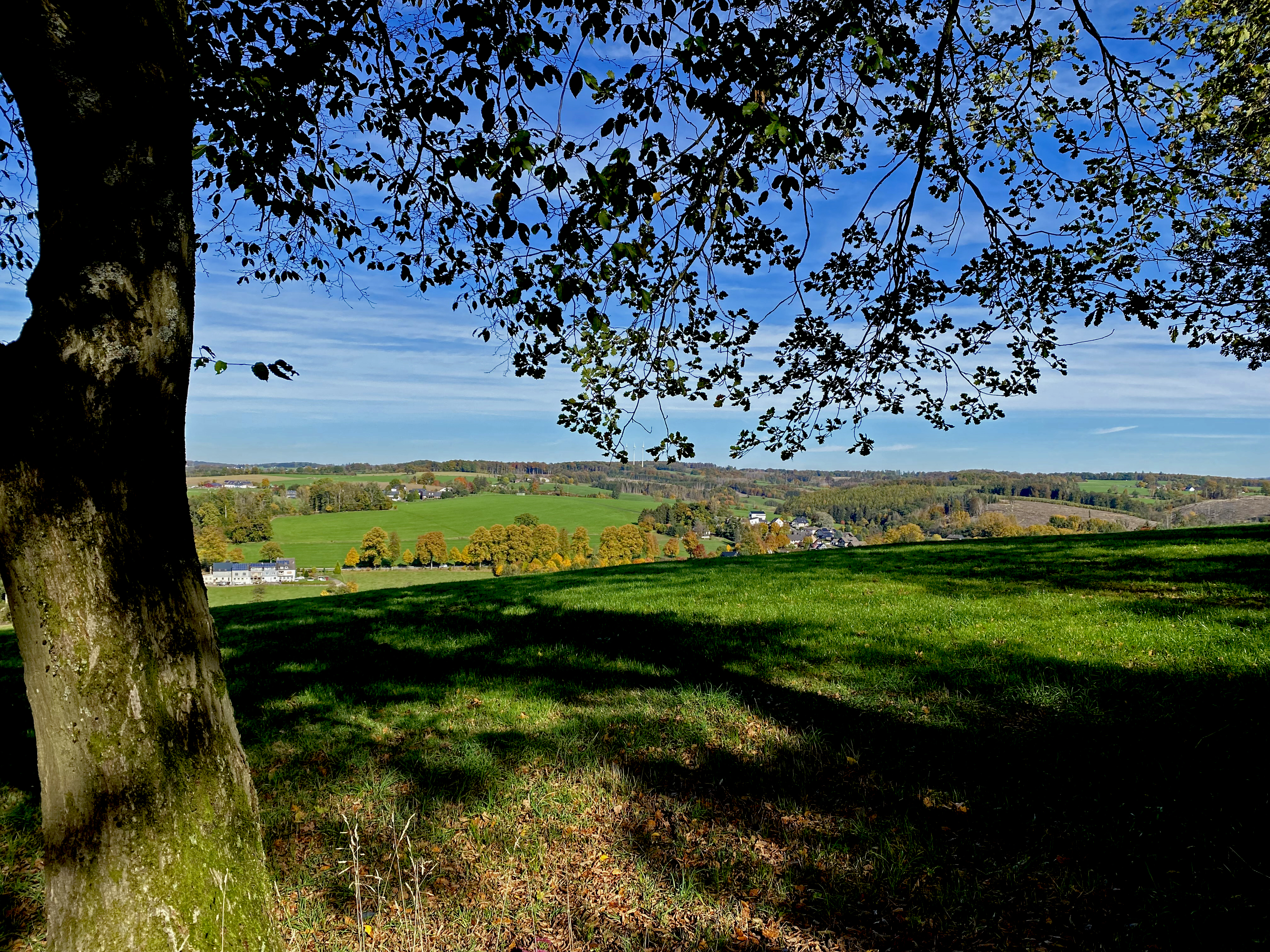
Blick von Altensturmberg nach Norden